# Dichaetomyia palpiaurantiaca
Dichaetomyia palpiaurantiaca är en tvåvingeart som beskrevs av Feng 1999. Dichaetomyia palpiaurantiaca ingår i släktet Dichaetomyia och familjen husflugor. Inga underarter finns listade i Catalogue of Life.